# Viktor Pougatchev
Pour les articles homonymes, voir Pougatchev (homonymie).
Viktor Gueorguievitch Pougatchev (en russe : Ви́ктор Гео́ргиевич Пугачёв, Viktor Guéorguiévitch Pougatchiov), né le 8 août 1948 à Taganrog, est un aviateur soviétique puis russe. Il est connu pour être le premier à avoir réalisé publiquement la figure de voltige appelée « Cobra de Pougatchev », aux commandes d'un Su-27, Igor Volk l'ayant déjà réalisé lors d'une séance d'essais privée.

## Biographie
Il est pilote d'essais chez Soukhoï et détient 13 records du monde sur Soukhoï P-42.
Il a été fait Héros de l'Union soviétique en 1980.